# ヘゼヴィ・ア・ダンマーク
ヘゼヴィ・ア・ダンマーク（デンマーク語：Hedevig af Danmark, 1581年8月5日 - 1641年11月26日）またはヘートヴィヒ・フォン・デーネマルク（ドイツ語：Hedwig von Dänemark）は、デンマーク王フレゼリク2世とゾフィー・フォン・メクレンブルクの間の娘で、ザクセン選帝侯クリスティアン2世の妃。この結婚から子供は生まれず、夫の死後選帝侯位は弟ヨハン・ゲオルク1世が継承した。1611年に夫が死去した後、ヘゼヴィは前選帝侯妃としてザクセンで強い権力を持ち続けた。

## 生涯

### 若年期と結婚
ヘゼヴィはデンマーク王フレゼリク2世とゾフィー・フォン・メクレンブルクの間に、7番目の子で4番目の娘としてデンマーク王国のフレデリクスボー城で1581年8月5日に生まれた。姉アンナはスコットランド・イングランド王妃となり、兄クリスチャン4世はデンマーク王となった。兄弟姉妹と同様に、ヘゼヴィも幼年期をデンマーク国外で過ごし、ヘゼヴィの場合は母方の実家メクレンブルクであった。
ヘゼヴィは1602年9月12日にドレスデンにおいてザクセン選帝侯クリスティアン2世と結婚した。ヘゼヴィとクリスティアン2世の父クリスティアン1世とはいとこ同士であった。9年間の結婚で子供は生まれず、クリスティアン2世は1611年6月23日にドレスデンで死去した。

### 前選帝侯妃として
1611年にクリスティアン2世が死去した後、ヘゼヴィは前選帝侯妃として治安と裁判を預かった。ヘゼヴィは新しい選帝侯である義弟と支配権を分け合ったが、臣下はヘゼヴィを実質的な主君とみなしていた。貿易や商取引に関してはヘゼヴィは義弟から独立して活動し、自由通行権に関する文書の発行も通常は選帝侯の特権であったが、ヘゼヴィは独自に文書を与えていた。また、教会を創建し、貧者、病人および障害者に対し援助を行った。
1612年5月、ヘゼヴィは選帝侯ヨハン・ゲオルク1世とマグダレーナ・ジビュレ・フォン・プロイセンとの間の長男クリスティアン・アルブレヒトの代母となったが、この長男は早世した。
デンマーク王クリスチャン4世の妹、およびイングランド・スコットランド王ジェームズ1世（6世）の義妹として、義弟の選帝侯ヨハン・ゲオルク1世のために外国と重要な関係を築き、義弟の7人の子供のうちの5人の結婚相手の決定に関わった。また、ヘゼヴィの地位と諸外国との関係から、その支配領域は三十年戦争においてほとんど攻撃を受けなかった。
夫が死去した後、ヘゼヴィは主にリヒテンブルク城に住んだが、1631年に母の葬儀のためと、1634年には甥デンマーク・ノルウェー王太子クリスチャンの結婚式への出席のため、それぞれデンマークを訪れている。
ヘゼヴィは1641年11月26日にプレッティンのリヒテンブルク城で死去した。